# فيليكس أمير لوكسمبورغ
فيليكس ليوبولد ماري غيوم أمير لوكسمبورغ (بالفرنسية: Félix de Luxembourg) (3 يونيو 1984) هو الابن الثاني لالدوق الأكبر هنري وماريا تريزا، الدوقة العظمى للوكسمبورغ.